# Luís de Resende Puech
Luís Manuel de Rezende Puech (28 de maio de 1884 — São Paulo, 4 de janeiro de 1939) foi um médico brasileiro.
Formado pela Faculdade Nacional de Medicina, inicou sua carreira no Hospital Juqueri. Posteriormente foi catedrático de Cirurgia Infantil e Ortopédica na Faculdade de Medicina de São Paulo, da qual também foi vice-diretor.
Foi também presidente da Sociedade de Medicina e Cirurgia e da Sociedade Brasileira de Ortopedia e Traumatologia.